# Infantaria Imperial e Real

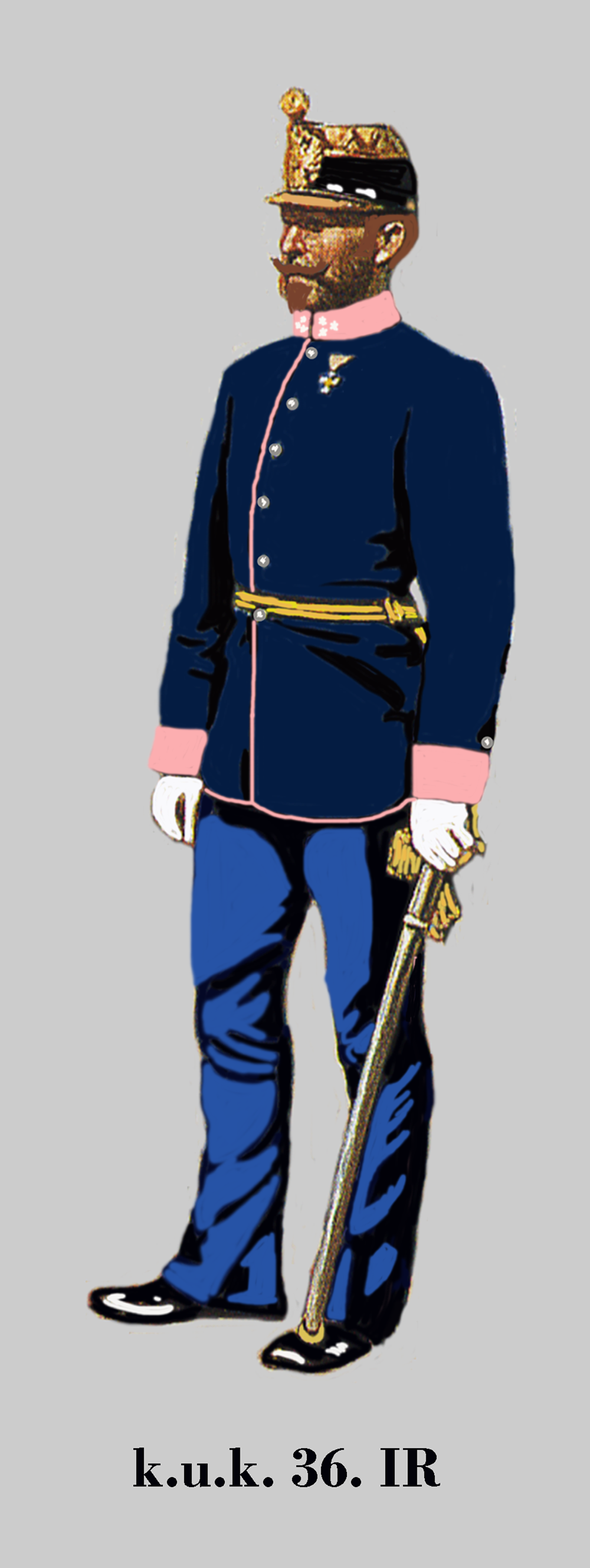
Capitão do 36º Regimento de Infantaria Kuk em traje de desfile

A Infantaria Imperial e Real (em alemão: k.u.k. Infanterie) era um braço do Exército Comum da monarquia austro-húngara e compreendia dois elementos:
- os regimentos alemães que recrutavam daqueles reinos e terras representados no Reichsrat Austríaco (o território conhecido como Cisleitânia).
- os regimentos húngaros, cujo pessoal vinha do Reino da Hungria (incluindo o antigo Principado da Transilvânia e a Voivodia da Sérvia e do Banato de Tamis), bem como do Reino da Croácia-Eslavônia e da Cidade de Fiume, as chamadas Terras da Coroa de Santo Estêvão (também conhecidas como Transleitânia).

## Organização
Em sua totalidade, a Infantaria k.u.k. consistia no seguinte: 
- 62 regimentos de infantaria "alemães"
- 40 regimentos de infantaria "húngaros"
- 4 regimentos de Infantaria da Bósnia e Herzegovina
- 28 batalhões de rifles (Feldjäger)
- 1 batalhão Feldjäger da Bósnia e Herzegovina
- 4 regimentos de fuzis tiroleses (Tiroler Jäger)

De acordo com os regulamentos organizacionais da infantaria k.u.k. em 1895, cada um dos 102 regimentos de infantaria em tempos de paz era estruturado da seguinte forma: 
- Quartel-general regimental (Regmentsstab)
- Quatro batalhões de campanha
- Dezesseis companhias de campo
- Um quadro de batalhão de reserva

| Estabelecimento de um regimento de infantaria em tempo de paz:       | Estabelecimento de um regimento de infantaria em tempo de paz:                                  |
| -------------------------------------------------------------------- | ----------------------------------------------------------------------------------------------- |
| um coronel (Oberst) como Comandante (Regimentskommandant)            | quatro oficiais de campo (Stabsoffiziere) como comandantes de batalhão (Bataillonskommandanten) |
| um oficial de campo e dois capitães z.b.V. (Hauptleute z.b.V.)       | cinco médicos regimentais ou seniores                                                           |
| um ajudante regimental (Regimentsadjutant)                           | quatro ajudantes de batalhão (subalternos) (Bataillonsadjutanten (Subalternoffiziere))          |
| um oficial sapador (Pionieroffizier)                                 | um oficial de suprimentos (um subalterno) (Proviantoffizier)                                    |
| um tesoureiro (oficial comissionado) (Rechnungsführer, Oberoffizier) | dois escrivães corporais (Rechnungshilfsarbeiter, Korporalsrang)                                |
| um armeiro (Büchsenmacher)                                           | 21 oficiais soldados assistentes (Offiziersdiener)                                              |
| Banda regimental                                                     |                                                                                                 |
| um maestro (oficial de campo) (Stabsführer)                          | um baterista regimental (Regimentstambour),                                                     |
| um baterista de batalhão                                             | quatro corneteiros de batalhão (Bataillonshornisten)                                            |
| um sargento (Feldwebel), quatro cabos (Korporale),                   | cinco cabos de lança (Gefreite), 30 soldados rasos (Mannschaften), dois aprendizes (Eleven)     |
| Total: 21 oficiais, 73 suboficiais e praças                          |                                                                                                 |
| Nas companhias:                                                      |                                                                                                 |
| 16 capitães                                                          | 48 subalternos                                                                                  |
| 16 alferes (Fähnriche)                                               | 16 sargentos                                                                                    |
| 16 suboficiais remunerados                                           | 32 sargentos lanceiros (Zugsführer)                                                             |
| 96 cabos                                                             | 96 cabos de lança                                                                               |
| 1.120 soldados rasos                                                 | 64 soldados assistentes                                                                         |
| 16 corneteiros da companhia                                          | 16 bateristas da companhia                                                                      |
| Total: 64 oficiais, 2.488 suboficiais e praças                       |                                                                                                 |
| Quadro de batalhão de reserva:                                       |                                                                                                 |
| No HQ                                                                |                                                                                                 |
| um major como comandante                                             | dois oficiais de recrutamento                                                                   |
| um médico regimental ou sênior                                       |                                                                                                 |
| um tesoureiro (oficial comissionado)                                 | três escrivães corporais                                                                        |
| um Stabsführer                                                       | um armeiro                                                                                      |
| No corpo principal                                                   |                                                                                                 |
| um capitão                                                           | um subalterno                                                                                   |
| dois suboficiais remunerados                                         | um cabo                                                                                         |
| seis soldados rasos                                                  | 2 soldados assistentes                                                                          |
| Total: sete oficiais, 24 suboficiais e soldados                      |                                                                                                 |